# Paradoks Berksona

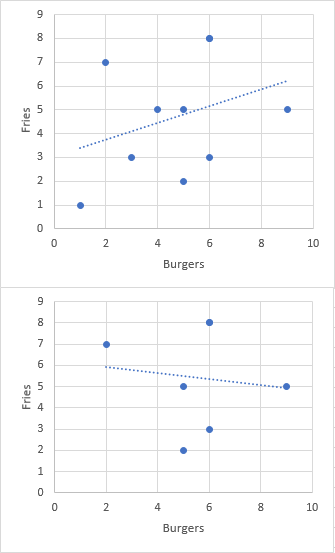
Ilustracja paradoksu Berksona na przykładzie jakości burgerów i frytek w restauracjach. Górny wykres przedstawia rzeczywisty rozkład, w którym obserwuje się pozytywną korelację. Osoba, która omija miejsca, w których zarówno frytki, jak i burgery są niskiej jakości, obserwuje tylko wycinek tego rozkładu – przedstawiony na dolnym wykresie – w którym może stwierdzić pozorną negatywną korelację.

Paradoks Berksona – rezultat z obszaru prawdopodobieństwa warunkowego w statystyce, który jest pozornym paradoksem – wydaje się sprzeczny z intuicją. Polega na sztucznym powstawaniu prawdopodobieństwa zależnego pomiędzy niepowiązanymi zmiennymi – lub, w przypadku powiązanych zmiennych, odmiennej od oryginalnej relacji warunkowej – gdy podjęcie ich porównania jest uwarunkowane ich wartościami. Powstała w ten sposób pozorna korelacja nie przekłada się na żaden zewnętrzny i realny związek przyczynowo-skutkowy. Paradoks Berksona występuje w praktyce w szczególności jako konsekwencja przeoczonego błędu selekcji w doborze do próby w estymacji i testach statystycznych, komplikując realizację tych celów.
Podstawowym przykładem paradoksu Berksona jest stwierdzenie pozornej, negatywnej korelacji pomiędzy dwiema pozytywnymi cechami – tj. u jednostek posiadających wyższy poziom jednej z tych cech można oczekiwać niższego poziomu drugiej. Taką zależność można wykryć zarówno gdy w rzeczywistości czynniki te są niepowiązane, jak i nawet wtedy, kiedy ich korelacja w populacji jest pozytywna. Dzieje się tak wówczas, gdy analiza nie obejmuje w sposób reprezentatywny całej populacji, ale jedynie jej podgrupę (na przykład ze względu na wygodny dostęp czy błąd przeżywalności), która charakteryzuje się warunkowo obciętym rozkładem przynajmniej jednej z tych cech.
Paradoks jest opisywany między innymi w obszarze statystyki medycznej i biostatystyki, jak w oryginalnym przedstawieniu problemu autorstwa Josepha Berksona.

## Opis formalny
Dwa niezależne zdarzenia losowe stają się warunkowo zależne (negatywnie), jeśli warunkujemy ich rozpatrywanie względem tego, że przynajmniej jedno miało miejsce. Symbolicznie, jeżeli
- zdarzenie {\displaystyle A} i zdarzenie {\displaystyle B} mogą, ale nie muszą wystąpić,

{\displaystyle 0<P(A)<1}
{\displaystyle 0<P(B)<1}
- a prawdopodobieństwo obu zdarzeń jest niezależne, to znaczy wystąpienie jednego nie zmienia szansy na drugie,

{\displaystyle P(A|B)=P(A)}
wówczas:
- prawdopodobieństwo wystąpienia jednego ze zdarzeń, pod warunkiem że wystąpiło drugie, jest wyższe niż jego bezwarunkowe prawdopodobieństwo,

{\displaystyle P(A|B\cap (A\cup B))<P(A)}
- prawdopodobieństwo wystąpienia dowolnego ze zdarzeń, pod warunkiem że wystąpiło którekolwiek z nich, jest oczywiście zawyżone,

{\displaystyle P(A|(A\cup B))>P(A)}
Prawdopodobieństwa te są artefaktem kryterium warunkującego; choć w sensie matematycznym są prawdziwe, nie odzwierciedlają żadnego rzeczywistego związku przyczynowego.

## Przykłady
Oryginalny przypadek opisany przez Berksona dotyczył retrospektywnej analizy cukrzycy jako potencjalnego czynnika ryzyka zapadnięcia na zapalenie pęcherzyka żółciowego w próbie statystycznej dobranej z populacji osób hospitalizowanych. Ponieważ populacja ta jest z definicji szczególnym podzbiorem wszystkich ludzi, taka konstrukcja analizy grozi odkryciem pozornej zależności pomiędzy dowolną chorobą i czynnikiem ryzyka. Berkson zauważył, że nawet samo ograniczenie uwagi do osób cierpiących na jakąkolwiek chorobę zniekształca wyniki porównania. W przypadku rozpatrywania pacjentów szpitalnych pozorna korelacja może nabierać różnej siły i znaku, zależnie od tego z jaką częstością konkretne zaburzenie wiąże się z hospitalizacją.
Matematyk Jordan Ellenberg przedstawił w artykule popularnonaukowym przykład dotyczący codziennych relacji: Przyjmijmy, że Aleksandra zawiera związki tylko z mężczyznami, których dobry charakter „plus” przystojność przekraczają jakąś wysoką wartość progową. Innymi słowy, mili mężczyźni nie muszą być bardzo przystojni, i vice versa, by mieć szanse u Aleksandry. W konsekwencji tego spośród mężczyzn, z jakimi miała ona bliskie relacje, mogła zaobserwować negatywną korelację: im mężczyzna przystojniejszy, tym gorszym charakterem się cechuje – niezależnie od tego, czy taka współzmienność naprawdę występuje w ogólnej populacji. Korelacja taka ma także znacząco oddalony od populacyjnych tendencji centralnych przebieg: należący do preferowanej podgrupy wyjątkowo mili mężczyźni są na tle ogólnej populacji ponadprzeciętnie przystojni (i vice versa); zaostrzenie kryteriów spowodowałoby jedynie nasilenie paradoksalnego rezultatu.